# Datianzhuang
Datianzhuang (kinesiska: 大田庄乡, 大田庄) är en socken i Kina. Den ligger i provinsen Shandong, i den östra delen av landet, omkring 160 kilometer sydost om provinshuvudstaden Jinan. Antalet invånare är 18127. Befolkningen består av 9 021 kvinnor och 9 106 män. Barn under 15 år utgör 17,0 %, vuxna 15-64 år 71 %, och äldre över 65 år 11,0 %.
Genomsnittlig årsnederbörd är 1 105 millimeter. Den regnigaste månaden är juli, med i genomsnitt 330 mm nederbörd, och den torraste är januari, med 6 mm nederbörd.